# Château de Nocera Inferiore
Le château de Nocera Inferiore est une structure de défense construit au Xe siècle au sommet de la colline Sant'Andrea dans la commune de Nocera Inferiore, province de Salerne en Campanie,. 
Le domaine passa aux mains du secteur privé au XIXe siècle. C'est là qu'a été construit l'actuel palazzo Fienga (it). Aujourd'hui, il est de nouveau dans les mains du public et fait partie du patrimoine de la commune.

## Historique

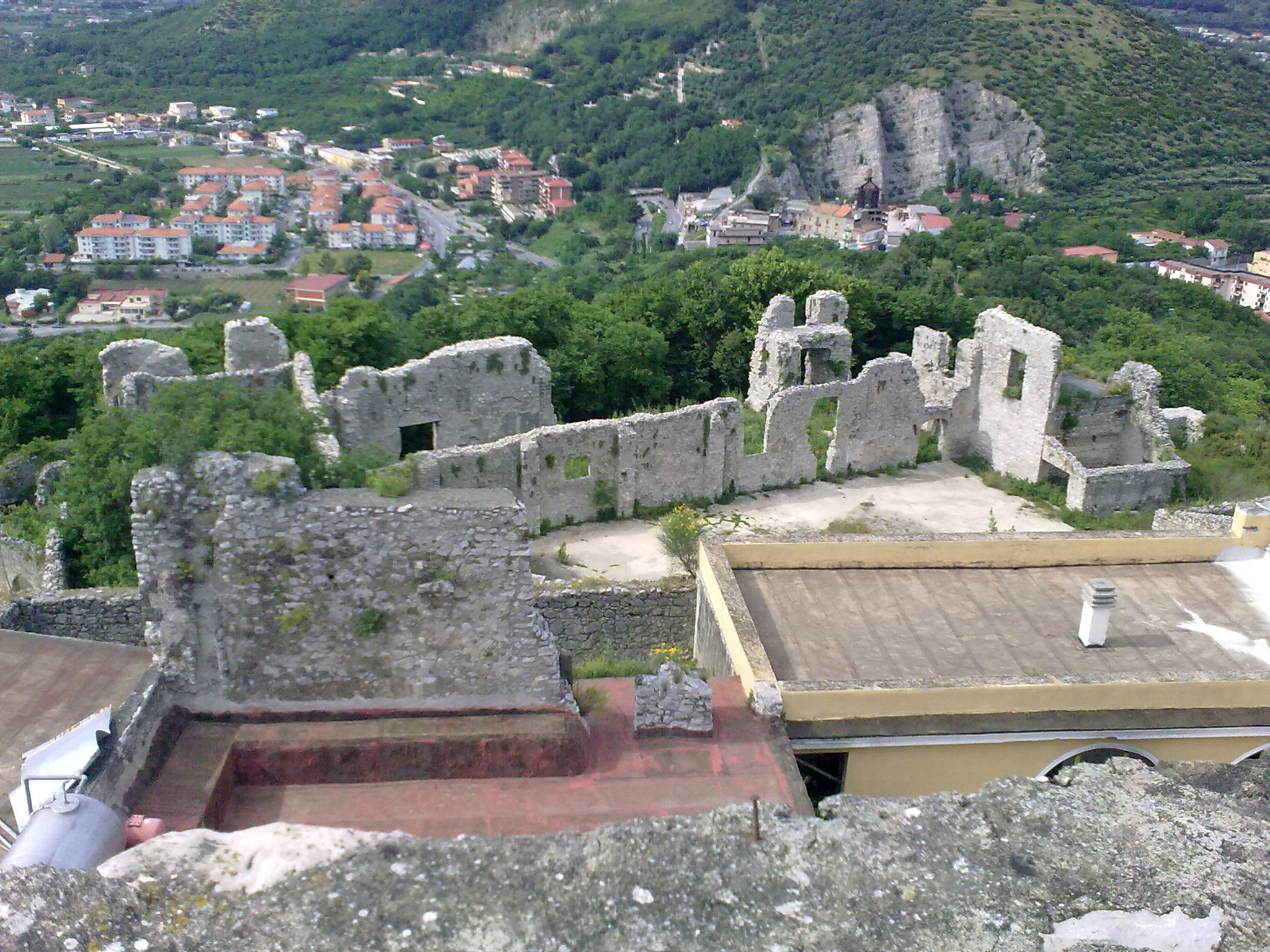
Les ruines du château vues de la tour normande.

La structure originale est connue depuis l'an 984 dans un document du Codex diplomaticus Cavensis (it), indiquée comme firmitate noba nocerina de ipso Monticellum, mais le manoir remonte probablement à une époque plus ancienne. Les ruines du château constituent une structure trapézoïdale manquant un côté, qui se développe autour d'une grande cour (appelée avec imagination : Sala della Cavallerizza).
La zone connue sous le nom de voliera, à l'ouest du château contient trois arcs gothiques encore debout. Les grandes citernes et les sections de deux des trois remparts d'origine de la ville sont encore visibles.
Derrière la tour du donjon se trouve une petite abside appartenant aux églises Santa Maria alla Torre et San Martino in unum constructe selon les sources. Plus tard, l'église de la forteresse fut dédiée à saint Léon.
Les ruines du château appartiennent pour la plupart à sa phase angevine. On peut encore voir la Salle des Géants (sala dei giganti), une immense salle construite en pierre calcaire qui, à l'origine, devait être recouverte d'un toit à double pente (comme en témoignent les pilastres encore conservés).

## Galerie

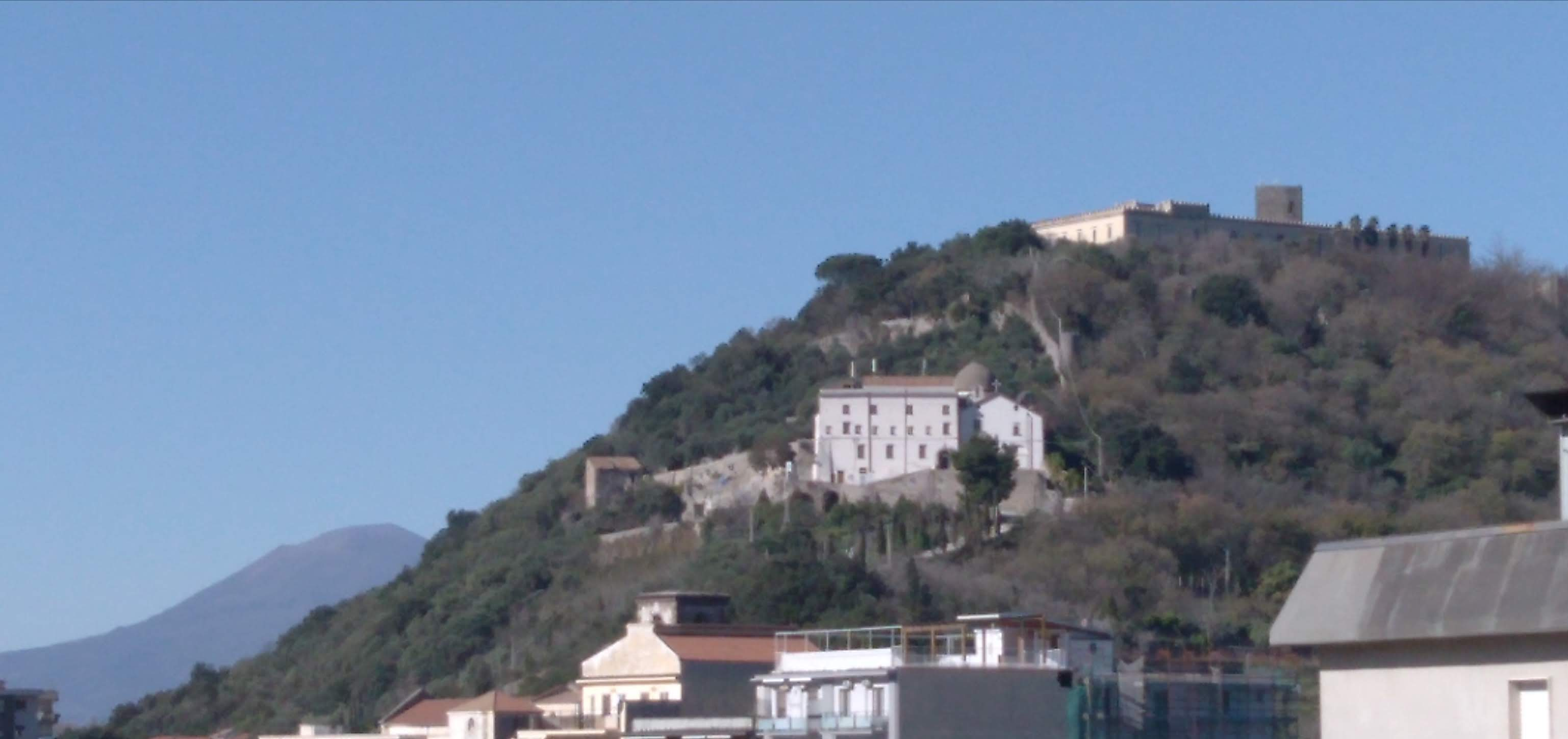
La colline Sant'Andrea.
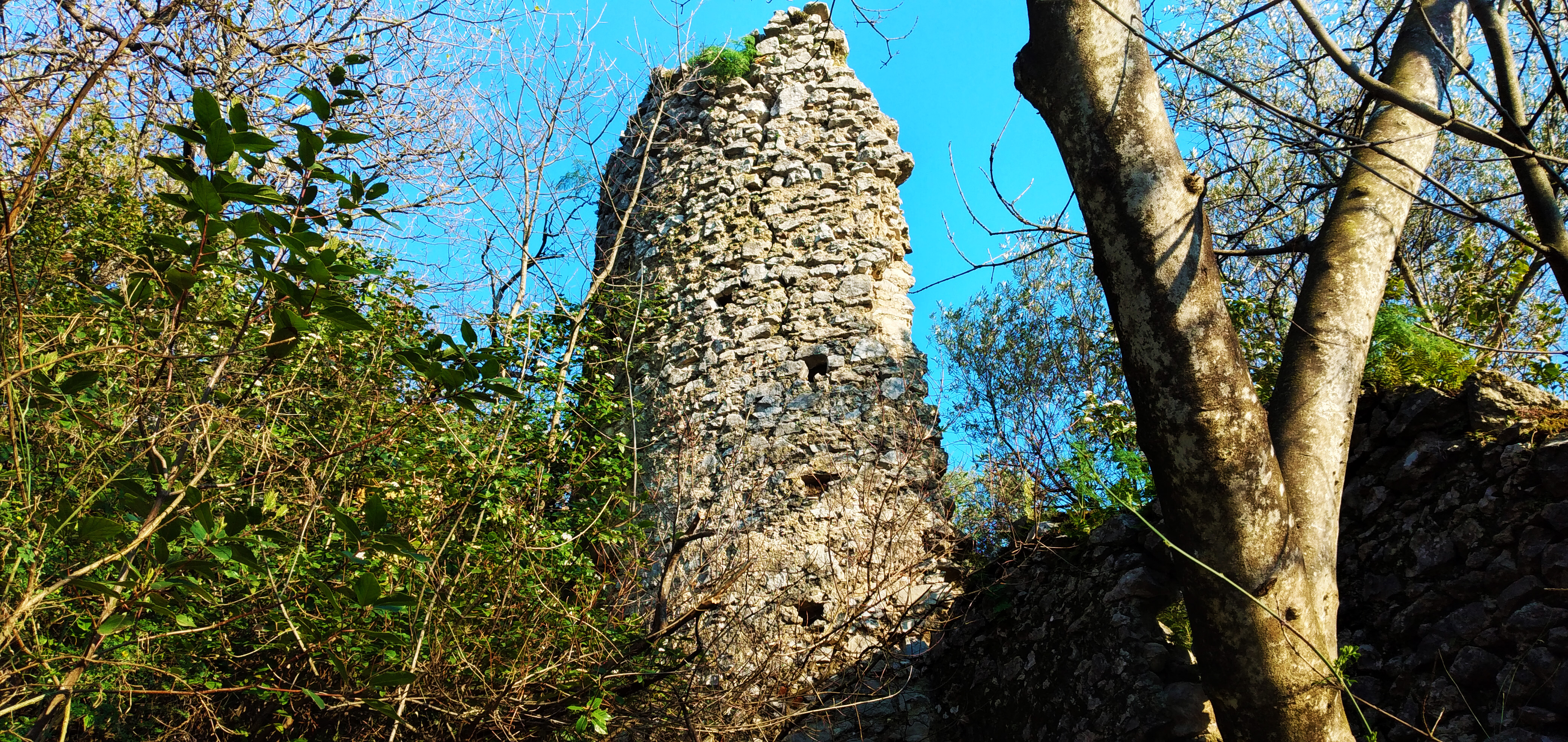
Les vestiges d'une tour.
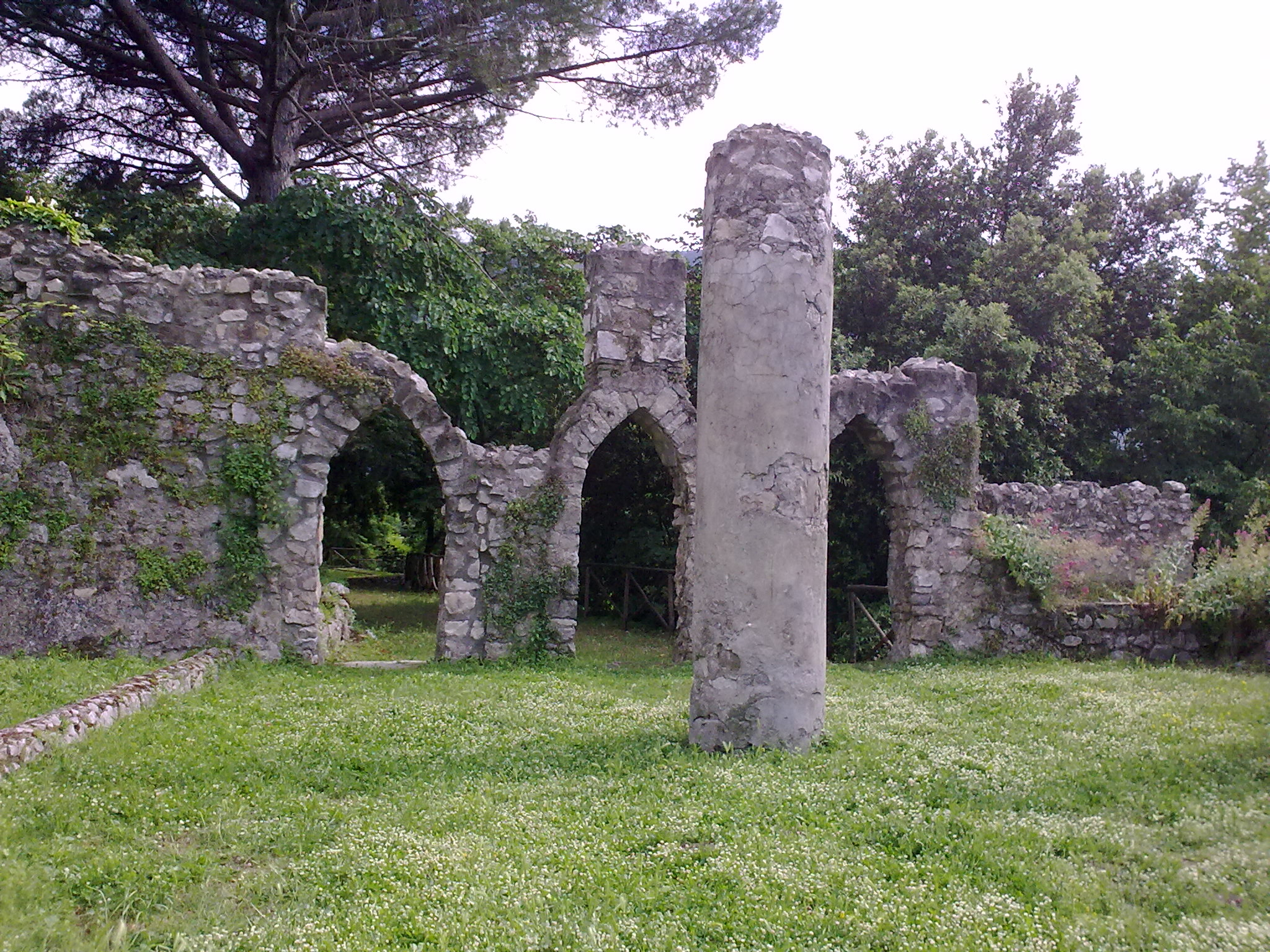
La Voliera.
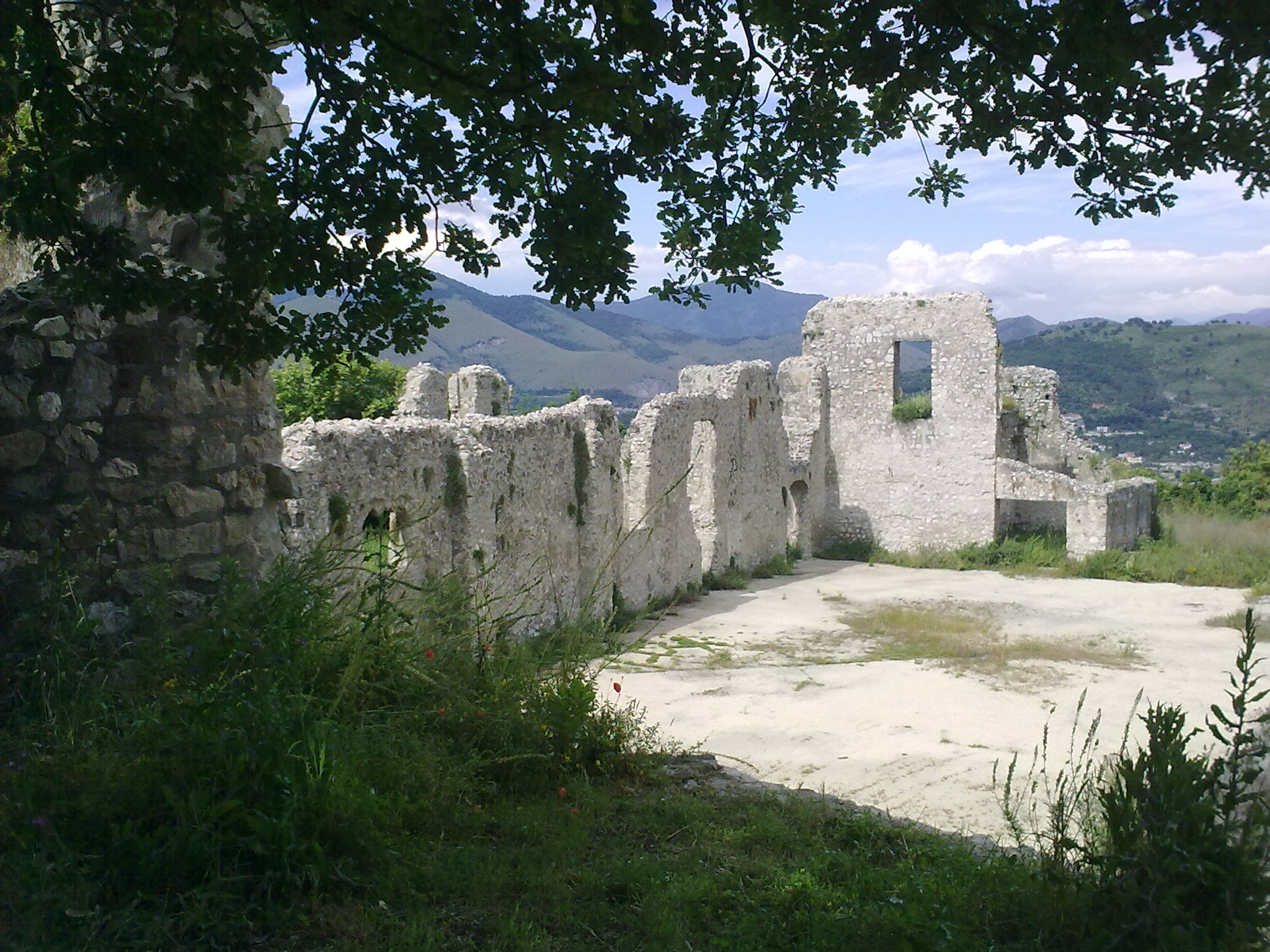
La Sala dei giganti.